# EDumbe Local Municipality
Die (englisch eDumbe Local Municipality) ist eine Lokalgemeinde im Distrikt Zululand der südafrikanischen Provinz KwaZulu-Natal. Der Verwaltungssitz der Gemeinde befindet sich in Paulpietersburg. Bürgermeister ist S. J. Kunene.
Namensgeber der Gemeinde ist der eDumbe-Berg. Das Wort eDumbe kommt vom isiZulu-Begriff Amadumbe, der eine kartoffelähnliche Knolle bezeichnet, die an den Hängen des Berges wächst.

## Geografie
Die Lokalgemeinde eDumbe liegt im Norden von KwaZulu-Natal sowie im Nordwesten vom Distrikt Zululand und grenzt an die Provinz Mpumalanga. Über drei Viertel der Gemeindebevölkerung lebt in den ländlichen Gebieten.

## Städte und Orte
- Blinkwater
- eDumbe
- Frischgewaagd
- Klipspruit
- Lüneburg
- Opuzane
- Paulpietersburg
- Simdlangentsha

## Bevölkerung
Im Jahr 2011 hatte die Gemeinde 82.053 Einwohner auf einer Fläche von 1943 Quadratkilometern. Davon waren 97,8 % schwarz und 1,8 % weiß. Erstsprache war zu 93,3 % isiZulu, zu 1,3 % Englisch, zu 1,2 % isiNdebele und zu 1,1 % Afrikaans.

## Wirtschaft
eDumbe hat einen Bahnhof in Paulpietersburg und ist somit an das südafrikanische Schienennetz angebunden. Die R33 führt durch das Gebiet der Gemeinde und bietet so einen guten Anschluss an das Fernverkehrsnetz.
Die wirtschaftliche Basis der Gemeinde bilden die Land- und Forstwirtschaft sowie der Tourismus. Holzwirtschaft, Maisanbau und Viehwirtschaft sind in eDumbe am häufigsten. Um Paulpietersburg haben sich auch einige verarbeitende Unternehmen angesiedelt.
eDumbe ist für seine heißen Quellen bekannt. In der Nähe von Paulpietersburg gibt es ein Wellness-Center, das Natal Spa Hot Springs Resort & Conference Centre. Das Wasser ist stark mineralhaltig und sehr gut für Bäder geeignet. Man kann einige historische Stätten besichtigen.

## Sehenswürdigkeiten
- Das Egode River Monument am Egode River kennzeichnet den Ort, an dem Louis Botha den Friedensvertrag mit den Briten unterzeichnete, wodurch der Zweite Burenkrieg beendet wurde.
- Bei der Schlacht am Ntombe während des Zulukriegs eroberten die Zulu 1879 eine britische Wagenburg. Das Schlachtfeld kann besichtigt werden.
- Die Kruger Bridge ist eine alte Brücke südlich von Paulpietersburg. Sie wurde während der letzten Amtszeit von Paul Kruger über den Bivane River gebaut.
- In Paulpietersburg gibt es mehrere alte Gebäude, die man besichtigen kann, zum Beispiel die Bibliothek, die früher eine Niederländisch-reformierte Kirche war oder das Old Drosty, ein ehemaliges britisches Kolonialgebäude. Beide Bauwerke sind mittlerweile zu staatlichen Baudenkmälern erklärt worden.